# یابوونووو-ماتشکووینتا
یابوونووو-ماتشکووینتا (به لاتین: Jabłonowo-Maćkowięta) یک روستا در لهستان است که در گمینا یانوویتس کوشچیلنه واقع شده‌است.